# Целовечерњи тхе Кид
„Целовечерњи тхе Кид” је југословенски ТВ филм из 1983. године. Режирао га је Зоран Амар а сценарио су написали Зоран Амар, Ђорђе Балашевић и Горан Вујовић.

## Улоге
| Глумац             | Улога                        |
| ------------------ | ---------------------------- |
| Ђорђе Балашевић    | Ђоле                         |
| Светислав Гонцић   | Бане                         |
| Далибор Ђаковић    | Бане (као клинац)            |
| Ратко Танкосић     | Стева Ченејац                |
| Слободан Вранић    | Стева Ченејац (као клинац)   |
| Тања Бошковић      | Марта (као Татјана Бошковић) |
| Гордана Митревски  | Марта (као клинка)           |
| Милан Срдоч        | Стриц Стеве Ченејца          |
| Милан Лане Гутовић | Дон Франциско ЛП             |
| Владислав Каћански | Хипик                        |
| Богдан Диклић      | Репортер                     |
| Дорис Драговић     | Црни лабуд                   |